# Asymptotisch flache Mannigfaltigkeit
In der Differentialgeometrie ist eine asymptotisch flache Mannigfaltigkeit eine Riemannsche Mannigfaltigkeit, deren Krümmung im Unendlichen verschwindend gering wird.
Genauer soll für die Norm des Riemannschen Krümmungstensors im Abstand {\displaystyle r} von einem festen Basispunkt eine Ungleichung
{\displaystyle \vert Rm(x)\vert \leq {\frac {K(r)}{r^{2}}}}
gelten mit einer monoton fallenden positiven Funktion {\displaystyle K(s)}, für die {\displaystyle \textstyle \int _{1}^{\infty }{\frac {K(s)}{s}}ds<\infty } ist.
Asymptotisch flache Mannigfaltigkeiten sind homotopie-äquivalent zum Inneren einer kompakten Mannigfaltigkeit mit Rand. Aus dem Volumenvergleichssatz von Bishop-Gromov folgt, dass das Volumenwachstum einer asymptotisch flachen {\displaystyle n}-Mannigfaltigkeit höchstens polynomiell vom Grad {\displaystyle n} ist. Falls das Volumenwachstum tatsächlich Grad {\displaystyle n} hat, ist die Mannigfaltigkeit asymptotisch lokal euklidisch.